# Giuliano Portilla
Giuliano Portilla (Callao, 6 novembre 1971) è un ex calciatore peruviano, di ruolo difensore.

## Carriera

### Nazionale
Ha partecipato alla Copa América 1997.

## Palmarès

### Club

#### Competizioni internazionali
- Coppa Sudamericana: 1

Cienciano: 2003
- Recopa Sudamericana: 1

Cienciano: 2004